# REVIEW-BEST OF GLAY
《REVIEW-BEST OF GLAY》，或簡稱《REVIEW》，是日本樂團GLAY的第1張精選輯。1997年10月1日發行。

## 簡介
在第11張單曲《口唇》初次取得Oricon公信榜冠軍、第12張單曲《HOWEVER》銷量突破百萬，成為超級大熱歌曲，GLAY的人氣急速上升的時候決定發行這張精選輯。專輯收錄了GLAY1994年主流出道之後第一張專輯《灰和鑽石》至1996年的專輯《BELOVED》的所有熱門歌曲。
專輯盤內分開兩份booklet，分別記載專輯製作團隊人員名單和歌詞。人員名單和歌詞背後是高光澤度紙質的生寫真。
由於GLAY後來轉籍，專輯已成為廢盤。但在中古市場，仍是數量最充足的GLAY的專輯。
單曲發售後連續五個星期佔據Oricon公信榜冠軍的位置。初動200萬張，為日本流行音樂史上第一張初動量達到200萬的歌手，兩個月內的銷量已經突破300萬張，成為1997年度日本專輯銷量冠軍；進入1998年，繼續熱賣100多萬張。總銷量高達487.6萬張，總出貨量超過500萬張，並獲得日本唱片協會的五百萬級的認證，部分其它的統計機構統計總銷量也超過500萬張。超過了globe的專輯《globe》，成為當時日本史上銷量最高的音樂專輯。1999年，吉尼斯世界紀錄認為《REVIEW》是「日本史上最暢銷專輯」。現時是日本史上第三暢銷的專輯，僅次於宇多田光的《First Love》和B'z的《B'z The Best "Pleasure"》。
這張精選輯幫助GLAY成功開拓了知名度和發展歌迷，使GLAY在1998年至1999年登上事業的巔峰。

## 收錄曲目
- 全曲作詞、作曲：TAKURO

1. Glorious（グロリアス）
2. “Modern…”的她（彼女の“Modern…”）
3. BELOVED
4. More than Love
5. 千刄穿心（千ノナイフガ胸ヲ刺ス）
6. 永遠兩個人…（ずっと2人で…）
7. 口唇
8. RHAPSODY
9. HOWEVER
10. Freeze My Love
11. KISSIN' NOISE
12. 軌跡的盡頭（軌跡の果て）

## 外部連結
- 唱片介紹（页面存档备份，存于）